# Озерне (Криворізький район)
Озерне́ — село в Україні, Криворізькому районі Дніпропетровської області. Входить до складу Гречаноподівської сільської громади. 
До 2016 року  орган місцевого самоврядування — Степова сільська рада. Населення — 60 мешканців.

## Географія
Село Озерне знаходиться на відстані 2 км від сіл Пологи і Кравці. Навколо села кілька іригаційних каналів.

## Населення

### Мова
Розподіл населення за рідною мовою за даними перепису 2001 року:
| Мова       | Відсоток |
| ---------- | -------- |
| українська | 100 %    |

## Інтернет-посилання
- Погода в селі Озерне

1. ↑  Рідні мови в об'єднаних територіальних громадах України — Український центр суспільних даних